# Andrea Tessiore
Andrea Tessiore (Pietra Ligure, 1º ottobre 1999) è un calciatore italiano, centrocampista del Cittadella.

## Carriera
Cresciuto nel settore giovanile della Sampdoria, il 23 luglio 2018 viene ceduto a titolo temporaneo alla Vis Pesaro, società neopromossa in Serie C che aveva appena raggiunto un accordo di collaborazione con i blucerchiati; resta in prestito al club biancorosso anche nelle due stagioni successive, per un totale di 63 presenze ed una rete nel campionato di terza serie.
L'11 agosto 2021 viene acquistato a titolo definitivo dal Latina, altro club della medesima categoria, con cui firma un contratto biennale; il 31 gennaio 2023 si trasferisce alla Triestina, sempre in terza divisione. Il 27 giugno seguente viene tesserato dal Cittadella, club di Serie B, al quale si lega con un contratto triennale.

## Statistiche

### Presenze e reti nei club
Statistiche aggiornate al 15 marzo 2025.
| Stagione          | Squadra           | Campionato        | Campionato | Campionato | Coppe nazionali | Coppe nazionali | Coppe nazionali | Coppe continentali | Coppe continentali | Coppe continentali | Altre coppe | Altre coppe | Altre coppe | Totale | Totale |
| Stagione          | Squadra           | Comp              | Pres       | Reti       | Comp            | Pres            | Reti            | Comp               | Pres               | Reti               | Comp        | Pres        | Reti        | Pres   | Reti   |
| ----------------- | ----------------- | ----------------- | ---------- | ---------- | --------------- | --------------- | --------------- | ------------------ | ------------------ | ------------------ | ----------- | ----------- | ----------- | ------ | ------ |
| 2018-2019         | Vis Pesaro        | C                 | 25         | 1          | CI-C            | 2               | 0               | -                  | -                  | -                  | -           | -           | -           | 27     | 1      |
| 2019-2020         | Vis Pesaro        | C                 | 17         | 0          | CI-C            | 2               | 1               | -                  | -                  | -                  | -           | -           | -           | 19     | 1      |
| 2020-2021         | Vis Pesaro        | C                 | 21         | 0          | -               | -               | -               | -                  | -                  | -                  | -           | -           | -           | 21     | 0      |
| Totale Vis Pesaro | Totale Vis Pesaro | Totale Vis Pesaro | 63         | 1          |                 | 4               | 1               |                    | -                  | -                  |             | -           | -           | 67     | 2      |
| 2021-2022         | Latina            | C                 | 33         | 1          | CI-C            | 1               | 0               | -                  | -                  | -                  | -           | -           | -           | 34     | 1      |
| 2022-gen. 2023    | Latina            | C                 | 18         | 1          | CI-C            | 1               | 0               | -                  | -                  | -                  | -           | -           | -           | 19     | 1      |
| Totale Latina     | Totale Latina     | Totale Latina     | 51         | 2          |                 | 2               | 0               |                    | -                  | -                  |             | -           | -           | 53     | 2      |
| gen.-giu. 2023    | Triestina         | C                 | 11+2       | 0          | CI-C            | -               | -               | -                  | -                  | -                  | -           | -           | -           | 13     | 0      |
| 2023-2024         | Cittadella        | B                 | 23         | 0          | CI              | 0               | 0               | -                  | -                  | -                  | -           | -           | -           | 23     | 0      |
| 2024-2025         | Cittadella        | B                 | 25         | 0          | CI              | 0               | 0               | -                  | -                  | -                  | -           | -           | -           | 25     | 0      |
| Totale Cittadella | Totale Cittadella | Totale Cittadella | 48         | 0          |                 | 0               | 0               |                    | -                  | -                  |             | -           | -           | 48     | 0      |
| Totale carriera   | Totale carriera   | Totale carriera   | 173+2      | 3          |                 | 6               | 1               |                    | -                  | -                  |             | -           | -           | 181    | 4      |